# Giovan Angelo di Nocera
Fra' Giovan Angelo di Nocera (Castellammare di Stabia, ... – ...; fl. XVI secolo) è stato un condottiero e nobile italiano.
Cavaliere di Malta, al comando di 2.000 dei 6.100 uomini schierati a presidio di Malta contro 48.000 Ottomani, si distinse durante il Grande Assedio.

## Biografia
Giovan Angelo dei Conti di Nocera nacque nella prima metà del XVI secolo da un'antica famiglia nobiliare, discesa da Dauferio, primo conte di Nocera e capostipite dei Principi Dauferidi di Salerno, e trasferitasi a Castellammare di Stabia il secolo precedente, ove ottenne in feudo Quisisana nella persona di Pietro di Nocera, nipote dell'omonimo vescovo di Nocera, padrone di galee, difensore del porto stabiese e uomo di fiducia degli Aragona. Fu fratello di Ovidia, moglie del nobile Giacomo de Avitaya.
Fu nobile di Castellammare, il cui seggio fu fondato dai Nocera con altre sette casate, tra i quali gli Afflitto e i Castaldo, nel 1541. Cavaliere di Malta, nel 1557, fu capitano della coronellia del conte di Potenza. Nel 1560 partecipò alla battaglia di Gerba in qualità di Sergente maggiore delle Genti della Religione. Durante un breve periodo di pace, nel 1564, si dedicò alla ristrutturazione dell'avito Palazzo di Quisisana per poi tornare a combattere, come unico sergente maggiore italiano del Terzo della Religione, un gruppo di cavalieri scelti capeggiato dal col. commendator don Diego de Guzman, a presidio di Malta dall'assedio di 48.000 turchi, al comando di 2.000 dei 6.100 uomini dello schieramento cristiano. Nel 1567, è ancora attivo nel SMOM, assieme ad altri quarantuno cavalieri gerosolimitani della lingua d'Italia.